# Walter Glechner
Walter Glechner (Viena, 12 de febrero de 1939 - ibídem, 29 de enero de 2015) fue un futbolista austríaco que jugaba en la demarcación de defensa.

## Biografía
Desde los diez años, empezó a formarse como futbolista con el SK Rapid Viena. Después de diez años de formación subió al primer equipo, jugando en la Bundesliga. Con este club, obtuvo tres títulos de liga (1960, 1964 y 1967) y tres de copa (1961, 1968 y 1969). Jugó durante trece años en este mismo equipo, llegando a disputar 257 partidos de liga, 334 en toda su trayectoria futbolística. Finalmente, en 1971, dejó su club de toda la vida para fichar por el SV Admira Wiener Neustadt, donde jugó hasta 1974, año en el que finalmente colgó las botas.
Falleció el 29 de enero de 2015 en Viena a los 75 años de edad.

## Selección nacional
Debutó con la selección de fútbol de Austria el 29 de mayo de 1960 en un partido amistoso celebrado en Viena contra Escocia. Llegó a disputar la clasificación para la Eurocopa 1964, la clasificación para la Copa Mundial de Fútbol de 1966, la clasificación para la Eurocopa 1968 y la clasificación para la Copa Mundial de Fútbol de 1970. Su partido número 35, y último junto con el combinado austríaco, se celebró el 16 de junio de 1968 en un partido amistoso contra la Unión Soviética. Marcó su único gol con la selección el 18 de septiembre de 1966 en un partido amistoso contra los Países Bajos.

## Clubes
| Club                      | País    | Año         | Partidos | Goles |
| ------------------------- | ------- | ----------- | -------- | ----- |
| SK Rapid Viena            | Austria | 1958 - 1971 | 334      | 13    |
| SV Admira Wiener Neustadt | Austria | 1971 - 1974 |          |       |

## Palmarés

### Campeonatos nacionales
| Título          | Club           | País    | Año  |
| --------------- | -------------- | ------- | ---- |
| Bundesliga      | SK Rapid Viena | Austria | 1960 |
| Bundesliga      | SK Rapid Viena | Austria | 1964 |
| Bundesliga      | SK Rapid Viena | Austria | 1967 |
| Copa de Austria | SK Rapid Viena | Austria | 1961 |
| Copa de Austria | SK Rapid Viena | Austria | 1968 |
| Copa de Austria | SK Rapid Viena | Austria | 1969 |